# 言語行為
言語行為（げんごこうい、英: speech act）は、言語学および言語哲学における専門用語である。「言語行為」の正確な意味はいくつかある。

## 発語内行為としての言語行為
例えば、P・F・ストローソンとジョン・サールは、「言語行為」という言葉を「発語内行為」と同義に使用している。発語内行為とは、ジョン・L・オースティンが『言語と行為』で初めて使った用語である。原著はオースティンの死後、1962年に発行された。
オースティンの言によれば、「発語内行為」とは「何かを言うことで何かを行う」ことであり、聖職者が結婚式で「私は今、あなたがたを夫婦と宣言する」と言うようなことを指す。オースティンは同書の中でもっと正確な定義をしている。

### 例
- 挨拶、謝罪、何かを描写すること、質問に答えること、質問したり命令すること、約束することなどが、典型的な「言語行為」ないし「発語内行為」の例である。
- 「注意しろ、地面が滑り易くなっているぞ」 - 他人に注意するよう警告する言語行為
- 「夕食に間に合うよう全力を尽くすよ」 - 帰宅時間を約束する言語行為
- 「紳士淑女のみなさん、ご静粛に」 - 聴衆を静かにさせようとする言語行為
- 「あそこの建物で、私と競争しませんか?」 - 挑戦する言語行為

## 歴史
言語学や言語哲学の歴史において、言語は事実を述べる手段と見なされ、その他の言語利用は無視されてきた。ジョン・L・オースティンの『言語と行為』などの研究成果により、哲学者は宣言的な言語使用以外にも目を向けるようになった。彼が導入した用語（「発語行為」〈locutionary act〉、「発語内行為」〈illocutionary act〉、「発語媒介行為」〈perlocutionary act〉）は後の「言語行為論」〈speech-act theory〉で重要な役割を担うこととなった。この3つの行為（特に発語内行為）は現在では「言語行為」の一部とされている。
広い意味での「言語行為」を扱ったのはオースティンが最初というわけではない。初期の研究として、秘跡に関連した教父やスコラ学者の業績や、トマス・リードの業績や、チャールズ・サンダース・パースの業績がある。
ドイツの現象学者・法哲学者のアドルフ・ライナッハは1913年、オースティンやサールの遥か以前に、遂行的発話としての社会行為について包括的記述を行ったとされる。しかし、ライナッハの成果は注目されなかった。その理由は、第一次世界大戦にドイツ帝国陸軍軍人として出征し、1914年に33歳の若さで戦死したためと思われる（ライナッハは一級鉄十字章を受章している）。
発語内行為の興味深い例として、オースティンが遂行的（performative、パフォーマティヴ）と称した発語内行為がある。例えば、「私は、ジョンを大統領に任命する」、「禁固10年を命じる」、「必ず返しますから」などの発話である。遂行文では一般に、文に記述（宣告、約束）された行為はその文を発話することそのものによって行われる。
言語行為論は、言語学の一分野である語用論の一部である。
哲学、特に倫理学や法哲学では、言語行為論は規範論との関連で扱われることが多い。
1990年代後半以降、言語行為論も歴史語用論の一部で扱われるようになってきた。

## 間接言語行為
言語行為を伴いながら、我々は日常会話を行っている。会話の内容と会話で伝達しようとしている内容は、多くの場合同一と考えられる。例えば、信長に皿を洗って欲しいなら「信長、皿を洗ってくれるかい?」と言うだろう。
しかし文字通りの意味は、会話で伝達しようとしている内容とは異なる可能性がある（前に文脈があった場合。ある種の「言語行為」は無言でも行われうるので）。ある特定の状況で信長に皿を洗わせたいとき、単に「信長…！」とだけ言うことで伝えられることもあるだろう。言語行為を行う一般的な方法は、ある言語行為を文字通り示す表現を使うことであるが、それに加えて、発話された表現に文字通り表れない言語行為を行うこともある。例えば、信長に窓を開けさせたい場合、「信長、窓に手が届くか?」と言ったとする。発話内容は単に信長が窓に手が届くかを聞いているだけだが、届くなら窓を開けて欲しいことを伝えているのである。この要求は直接的な質問を使って間接的に実行されるので、間接言語行為（indirect speech act）とされる。
間接言語行為は一般に、提案を拒絶する場合や要求を行う場合になされる。例えば、ある人が「会って茶でも飲まないか?」と言い、相手が「剣道の稽古がある」と言ったとする。2番目の話者は間接言語行為を使って提案を拒絶したのである。「剣道の稽古がある」という発話の文字通りの意味にはいかなる意味の拒絶も含まれないため、間接的とされるのである。
言語学にとっては、これは1つの問題を提起する。なぜなら、単純に考えたとき、提案を行った人が提案を相手に拒絶されたと理解できる理由が説明できないためである。ポール・グライスの研究成果に基づき、サールは我々が複数の発語内行為から導かれる対話的過程を手段として間接言語行為から意味を引き出せるとした。しかし、彼が提唱したプロセスでは、実際の問題を解決したようには見えない。社会言語学では、会話の社会的側面を研究し、様々な文脈での言語行為を研究する。

### 発語内行為
発語内行為の概念は、言語行為の概念とほぼ同一か、あるいは重要な一部とされる。発語内行為は様々に定義されているが、一般に「約束」、「命令」、「遺言」は共通して発語内行為に分類される。

### ジョン・サールの間接言語行為論
ジョン・サールは、間接言語行為という用語を間接「発語内」行為の意味で使用した。この場合の間接言語行為は、大まかに言えば聴衆を前提として発話する行為である。サールは「間接言語行為では、聴衆の一般的な合理性や推論能力と共に、言語的にも非言語的にも共通の予備知識を根拠として、話者は実際に語った以上のことを聴衆に伝達する」としている。従って、そのような言語行為を説明するには、合理性や言語学的側面だけでなく、共有されている予備知識を分析する必要があるだろう。
間接言語行為に関連して、サールは発語内行為を一次 'primary' と二次 'secondary' に分類した。一次発語内行為は間接的なもので、発話そのものには現れない。二次発語内行為は直接的なもので、発話に現れる（Searle 178）。次のような例がある。
1. 話者 X: 「今すぐ発たないとショーに遅れるよ」
2. 話者 Y: 「まだ、準備できていない」

ここで、一次発語内行為としては Y は X の示唆を拒否している。二次発語内行為としては、Y は単にまだ出発できないと言っているだけである。このように発語内行為を2つに分けて考えることで、サールは1つの発話を我々が2つの意味で理解し、どちらの意味に対して応答すべきかも知っていることを説明した。
サールの間接言語行為論では、話者が何かを発話し、そこに追加の意味を込める方法を説明しようとしている。これは相手が話者の発話が何を意味しているかを理解できなかった場合、証明不可能とされていた。サールは、間接言語行為の意味を相手が理解する方法についていくつかの示唆を与えた。上記の例の言外のプロセスを示すと次のようになる。
- ステップ1: X が提案をし、Yが発語内行為 (2) によって応答する。
- ステップ2: X は Y が対話する用意があるから、応答をしたのだと判断する。
- ステップ3: (2) の文字通りの意味は、会話としてはふさわしくない。
- ステップ4: X は Y が対話する意図があると見ているので、(2) には別の意味があると推測する。
- ステップ5: 共有する予備知識に基づき、X は Y の準備ができるまで出発できないと知っている。従って、Y は X の提案を拒否したのである。
- ステップ6: X は Y が文字通りの意味以外のことを言ったと知り、その一次発語内行為は X の提案の拒絶であったに違いないと判断する。

サールは、これと同様のプロセスを、任意の間接言語行為に対して一次発語内行為を見出すモデルとして適用することが可能であると示唆した（178）。この論証についての証明は、一連の「観測」によって行われる（ibid., 180-182）。
サールは発語内行為を次のように分類した。
assertives話者が命題が真であることを主張する言語行為
directives相手に何らかの行動をとらせる言語行為（要求、命令、助言など）
commissives話者が将来の行動を約束する言語行為（約束、誓いなど）
expressivesある提案・命題に対する話者の態度や感情を表現する言語行為（祝辞、謝罪、感謝など）
declaratives何らかの宣言を現実化する言語行為（洗礼、判決、結婚式での聖職者など）

## 言語発達期
Dore (1975) では、子供の発話を以下の9つの基本的言語行為に分類した。
1. labelling - ラベル付け
2. repeating - 反復
3. answering - 返事
4. requesting (action) - 行為の要求
5. requesting (answer) - 返事の要求
6. calling - 呼びかけ
7. greeting - 挨拶
8. protesting - 抗議
9. practicing - 練習

## 計算機科学
言語行為論は、1980年代初めごろから計算機科学にも影響を与えており、特にソフトウェアエージェント間の通信のための形式言語の設計に影響している。例えば、標準化団体であるFoundation for Intelligent Physical Agents（FIPA）はエージェント言語 Agent Communications Language（ACL）の意味論を与えるのに、言語行為論を応用している。その意味論は、Phil Cohen、Hector Levesque、David Sadek らの研究成果に基づいている。FIPA ACL の言語行為意味論は認識様相論理を使って準形式的に表され、確実な信念、不確実な信念、欲求、注目点などを表せるようになっている。従って、FIPA ACL を使った場合、原理的にはエージェント間で発話の意味を理解できることが期待される。しかし、FIPA ACL はエージェントシステムには広く採用されるようになっているものの、理論的にも実用的にも様々な批判が寄せられている。
言語行為論が別の影響を与えた例として、テリー・ウィノグラードとフェルナンド・フローレスの「Conversation for Action」があり、1987年の共著 Understanding Computers and Cognition: A New Foundation for Design がある。彼らの研究で最も重要な部分は同書の第五章にある状態遷移図であり、ウィノグラードとフローレスは、協調しようとする2者（人間と人間、人間とコンピュータ、コンピュータとコンピュータのいずれでも構わない）の発語内行為的考え方に基づいて主張している。